# Ozyptila pauxilla
Ozyptila pauxilla (лат.) — вид пауков семейства Пауки-бокоходы (Thomisidae). Встречается в Европе (Франция, Испания). Длина тела сацов около 3 мм, самки до 3,6 мм. Основная окраска коричневая со светлыми отметинами.
Голени первой пары ног вентрально с двумя парами шипов; волоски заострённые или булавовидные. Педипальпы самцов с тегулярным апофизом, эпигинум с чехлом. Первые две пары ног развернуты передними поверхностями вверх, заметно длиннее ног третьей и четвёртой пар. Паутину не плетут, жертву ловят своими видоизменёнными передними ногами. 
Обнаружены на цитрусовых.